# Francisco Carrasco del Saz
Francisco Carrasco del Saz (Trujillo (España), ? - Panamá, 1625) fue un magistrado español que ocupó importantes cargos administrativos y académicos en el Virreinato del Perú. Rector de la Universidad de San Marcos.

## Biografía
Sus padres fueron el logroñés Francisco del Saz e Isabel González Carrasco. Estudió en la Universidad de Alcalá de Henares, donde obtuvo el grado de Bachiller en Cánones. Pasó a Lima hacia 1591, obteniendo en la Universidad de San Marcos el grado de Doctor en Leyes y Cánones. Recibido como abogado ante la Real Audiencia de Lima, se dedicó a sus actividades profesionales en los siguientes años.
Se desempeñó como asesor del virrey Conde de Monterrey (1604-1606), fiscal del Tribunal de la Santa Cruzada (1608) y asesor del Cabildo de Lima (1610), fue elegido rector de la Universidad (1613), influyendo para que se le asignen rentas adecuadas a su misión. Posteriormente actuó como asesor del virrey Príncipe de Esquilache (1615), hasta su nombramiento como oidor de la Real Audiencia de Panamá (1616), quedándose en Lima hasta 1619.
Cuando finalmente se trasladó a ocupar su magistratura, se dedicó a tomar cuentas por las construcciones efectuadas en Portobelo y los castillos, así como en Tierra Firme, asesorando al capitán general y gobernador de Tierra Firme y Veragua.

## Matrimonio y descendencia
Contrajo nupcias con la limeña Juana de Soto y Ortigosa en 1593, con la cual tuvo a:
- Juan Carrasco del Saz, canónigo doctoral de la Catedral de Lima.
- José Carrasco del Saz, deán del cabildo metropolitano de Chuquisaca.
- Isabel Carrasco, casada con Juan de Esquivel Triana.
- Mariana Carrasco, monja de la Concepción.
- María del Saz, también monja de la Concepción.
- Andrés Carrasco del Saz, fraile dominico.

## Obras
- Allegatio juris et consilium pro examinandis et aprobandis miraculis religiosissimi viri F- Francisci Solano... (1612).
- Interpretatio ad aliquas leges Recopilationis Regno Castellae (Madrid, 1620).
- Tractatus de casibus curiae (Madrid, 1630).

| Predecesor: Andrés Diez de Abreu | Rector de la Universidad de San Marcos 1613 - 1614 | Sucesor: Pedro Muñiz de Molina |